# Mesochorus arietinus
Mesochorus arietinus là một loài tò vò trong họ Ichneumonidae.